# كريستين كروغر
كريستين كروغر (بالألمانية: Christiane Krüger)‏ هي ممثلة ألمانية، ولدت في 8 سبتمبر 1945 بهامبورغ في ألمانيا.

## وصلات خارجية
- كريستين كروغر على موقع IMDb (الإنجليزية)
- كريستين كروغر على موقع مونزينجر (الألمانية)
- كريستين كروغر على موقع ألو سيني (الفرنسية)
- كريستين كروغر على موقع أول موفي (الإنجليزية)
- كريستين كروغر على موقع قاعدة بيانات الأفلام السويدية (السويدية)
- كريستين كروغر على موقع قاعدة بيانات الفيلم (الإنجليزية)
- كريستين كروغر على موقع كينوبويسك (الروسية)